# 武尔纳雷
武尔纳雷（羅馬化：Vurnary）是俄罗斯楚瓦什共和国的市级镇，为该共和国武尔纳雷区行政中心及规模最大聚居地，也是该区唯一的一座市级镇。地处楚瓦什共和国中部，位于共和国首府切博克萨雷西南方。伏尔加河流域武尔纳尔卡河（Вурнарка）流经该镇南郊。镇内设有同名铁路车站，位于卡纳什－阿尔扎马斯线上。
1917年建成铁路车站武尔纳雷站，以附近的武尔纳尔卡河命名；1938年设市级镇。
武尔纳雷在2010年有人口10,086人，2002年人口10,929人，1989年人口12,492人。附近城市有舒梅尔利亚和卡纳什。